# Leonhardskirche (Weißenstein)

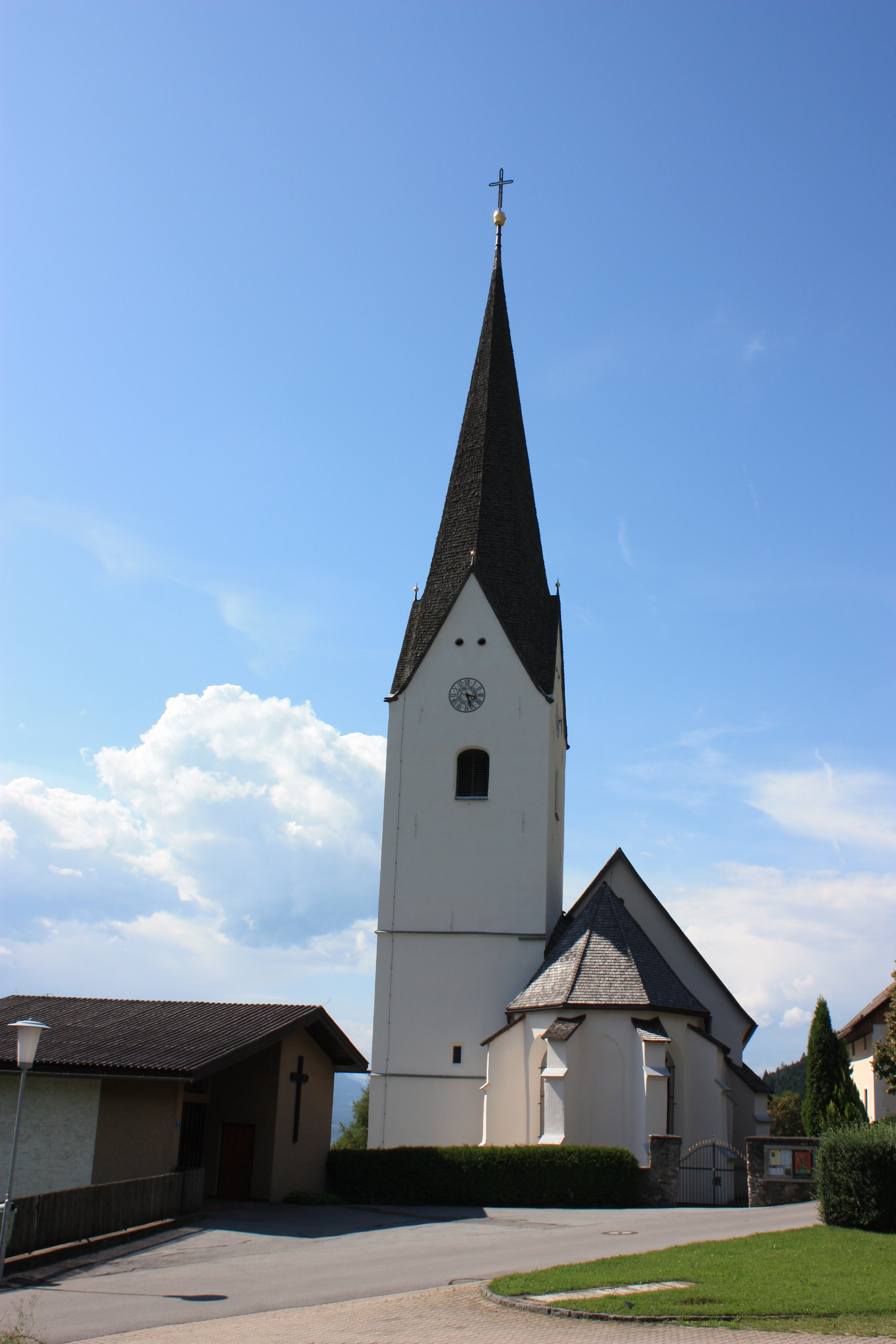

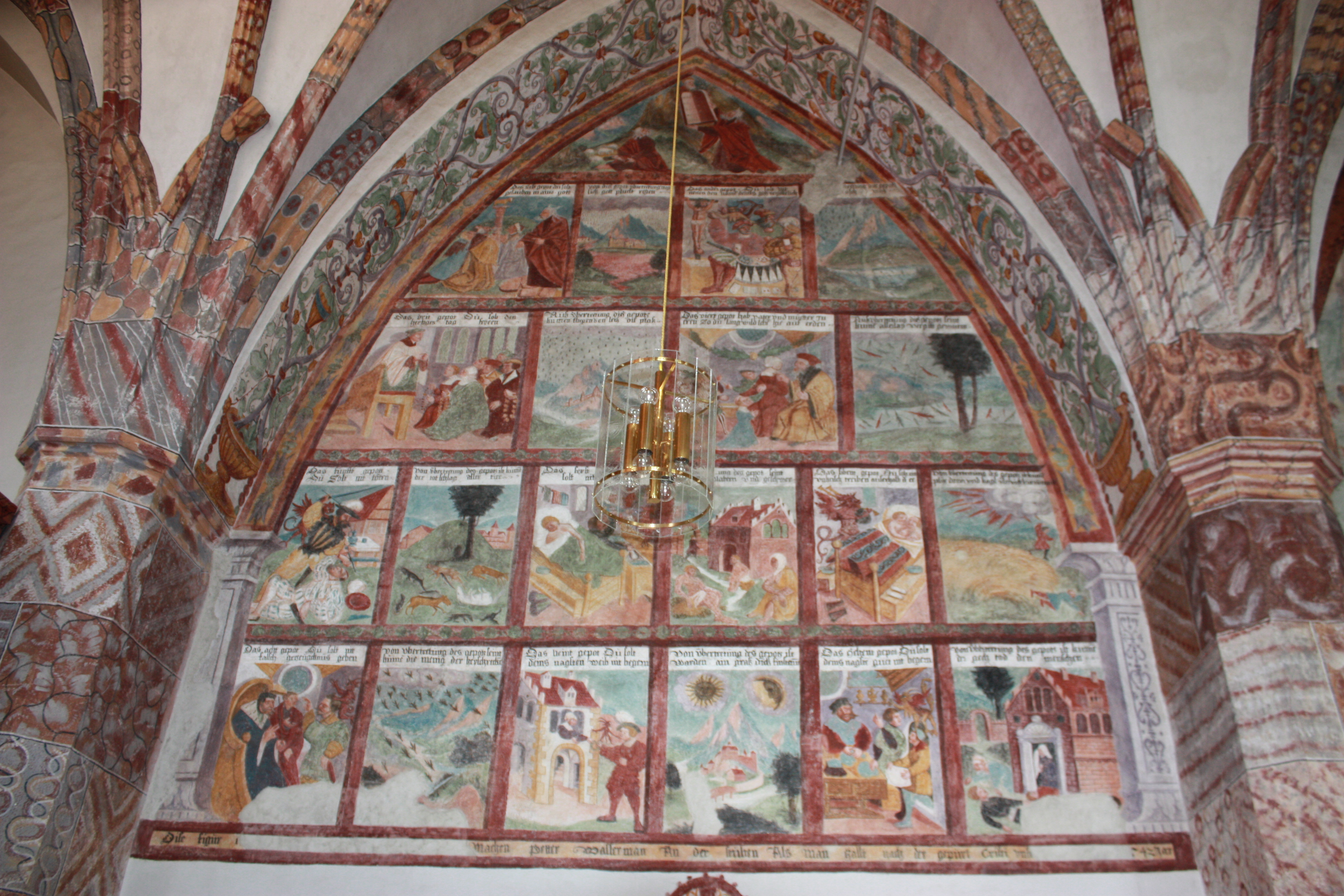
Dekalogfresko

Die dem heiligen Leonhard geweihte römisch-katholische Pfarrkirche Weißenstein steht in beherrschender Lage am Berghang über dem Ort Weißenstein in Kärnten. Die Pfarre wurde wohl um 1100 durch das Stift Brixen gegründet und 1149 erstmals urkundlich erwähnt.

## Baubeschreibung
Von der romanischen Kirche ist nur mehr Mauerwerk im Untergeschoß und im Erdgeschoß des Turmes erhalten. Der eingezogene, niedrigere, frühgotische Chor stammt aus dem 14. Jahrhundert. Das Langhaus wurde in der zweiten Hälfte des 15. Jahrhunderts errichtet. Den Chor stützen zweifach gestufte Strebepfeiler, das Langhaus dreifach gestufte. An der Südwand des Langhauses und im Chor sind gotische Spitzbogenfenster mit Maßwerk erhalten. Die Fresken aus der zweiten Hälfte des 14. Jahrhunderts an der nördlichen Außenwand des Chores wurden 1974 freigelegt. Sie stellen im ersten Joch den Marientod, darüber die Kreuzigung und einen Heiligen unter einer gotischen Arkade dar; im zweiten Joch ist das Fragment eines Christophorus zu sehen.
Der Turm mit rundbogigen, achsenverschobenen Schallöffnungen wird von einem Spitzgiebelhelm bekrönt. Im Turmuntergeschoß befindet sich das Beinhaus. Das gotische Westportal hat ein mit Hohlkehlen profiliertes Steingewände mit einem Tympanon im Spitzbogen.
Im dreijochigen Langhaus erhebt sich ein Netzrippengewölbe über polygonale Wandpfeiler. Die mittleren Schlusssteine sind rund und bemalt. Seitlich befinden sich 16 Wappenschlusssteine, unter anderem der Adelsgeschlechter der Ortenburger, Dietrichsteiner und Khevenhüller. Die dreiachsige barocke Holzempore mit flacher Unterdecke und Balustrade entstand um 1700. Die Mauracher Orgel aus dem 19. Jahrhundert stammt ursprünglich aus Naarn.
Ein spitzbogiger Triumphbogen verbindet das Langhaus und den zweijochigen Chor mit Fünfachtelschluss. Im Chor ruht ein Kreuzrippengewölbe mit quadratischen Schlusssteinen auf Konsolen, die teilweise als Kopfkonsolen ausgeführt sind. An der Chornordseite befindet sich eine profilierte, rechteckige Sakramentsnische. Das Spitzbogenportal an der Chorsüdwand bildet den Zugang zur netzgratgewölbten Sakristei im Turmerdgeschoß.
Das Fresko an der Langhausnordwand stiftete 1542 Peter Wassermann an der Stuben. Dieses Dekalogfresko mit den entsprechenden erklärenden Beischriften ist ein Dokument der protestantischen Zeit der Kirche. Am Freskenzyklus mit insgesamt 21 Bildfeldern ist oben die Übergabe der Zehn Gebote an Moses zu sehen, darunter die zeitgemäße Übertretung der Gebote sowie die darauf folgenden Strafen, die mit den zehn ägyptischen Plagen illustriert werden.

## Einrichtung
Der Hochaltar, 1679/80 von Jakob Ertätsch errichtet, wurde 1680 von Paul Mony gefasst. Der Ädikulaaltar über einem hohen Sockel mit gestaffelten Pilastern und Vollsäulen in der Mitte wird von Akanthus und Fruchtgehängen geschmückt. Das Altarblatt zeigt den heiligen Leonhard, das Aufsatzbild die Heilige Dreifaltigkeit. Seitlich stehen die Figuren der Heiligen Florian und Donatus. Auf der Altarmensa befindet sich ein freistehender Tabernakel mit Engeln aus der Mitte des 18. Jahrhunderts.
Der linke Seitenaltar von 1713 mit Doppelsäulenstellung wird von einem gesprengten Giebel mit Aufsatzarchitektur bekrönt. Das Mittelbild zeigt die Heilige Sippe, das Oberbild den heiligen Kajetan von Thiene.
Der rechte Seitenaltar gleicht in Aufbau und Dekor dem linken und gibt im Mittelbild die Vierzehn Nothelfer, im Oberbild den heiligen Johannes Nepomuk, am Antependium den heiligen Leonhard wieder.
Die Kanzel ist durch ein Chronogramm mit 1717 bezeichnet und wurde 1938 mit neuen Reliefs von Meister Campidell ausgestattet. An der Nordwand sind ein ehemaliger Altaraufbau und ein Bild der Mater dolorosa in einem Laubwerkrahmen von 1718 angebracht. Der neue Taufstein wurde mit einem geschnitzten Deckel von 1715 versehen.